# Caryophyllia seguenzae
Caryophyllia seguenzae är en korallart som beskrevs av Duncan 1873. Caryophyllia seguenzae ingår i släktet Caryophyllia och familjen Caryophylliidae. Inga underarter finns listade i Catalogue of Life.